# Hans-Joachim Sieler
Hans-Joachim Sieler (* 29. Juli 1939 in Markranstädt) ist ein deutscher Chemiker und Hochschullehrer.

## Leben
Er promovierte 1966 an der Universität Leipzig. Die Habilitation erfolgte 1977 mit einer Arbeit über intra- und intermolekulare Wechselwirkungen in Metallchelaten. Sieler wurde 1979 zum Dozenten ernannt und nach der Neugründung des Fachbereichs Chemie an der Universität Leipzig 1992 zum außerordentlichen Professor für Festkörper-Halbleiterchemie berufen.
Er baute mit seiner Arbeitsgruppe ein Einkristalldiffraktometer aus Einzelkomponenten auf. Dieses war das einzige Einkristalldiffraktometer auf dem Gebiet der DDR. Damit nahm die Arbeitsgruppe Sieler eine besondere Stellung in der Hochschullandschaft der DDR ein. Nur Sieler und seine Mitarbeiter konnten Kristallstrukturanalysen ausführen. Dadurch ergaben sich vielfältige Kooperationen mit anderen Arbeitsgruppen.
Er ist Autor von mehr als 300 Publikationen und hat einen H-Index von 37.

## Veröffentlichungen (Auswahl)
- Darstellung, Struktur und Eigenschaften der Titanate und Zirkonate der seltenen Erden vom Typ SEMeO3. Dissertation, Leipzig, 1966.
- Intra- und intermolekulare Wechselwirkungen in Metallchelaten. Habilitationsschrift, Leipzig, 1977.